# جیمز ویب (تاریخدان)
جیمز ویب (انگلیسی: James Webb; ۱۳ ژانویهٔ ۱۹۴۶ – ۹ مهٔ ۱۹۸۰) تاریخ‌نگار، کتاب‌شناس، نویسنده، و زندگی‌نامه‌نویس اهل بریتانیا بود.